# José Luis Meza
Jose Luis Meza Ochoa (* 14. September 1984 in Timbara, Zamora, Zamora-Chinchipe) ist ein Boxer aus Ecuador. Er kämpft im Halbfliegengewicht (bis 48 kg).

## Karriere
Menza ist als jüngster von 10 Brüdern aufgewachsen.
Meza ist bisher international noch nicht groß in Erscheinung getreten. Er arbeitete seit 2003 als Assistenztrainer beim Sportverband der Provinz Azuay und stand in Ecuador trotz Erfolgen auf nationaler Ebene lange im Schatten des Halbfliegengewichtlers Patricio Calero, einziger ecuadorianischer Boxer bei den Olympischen Spielen 2004, den er 2007 bei einem nationalen Boxturnier in Cuenca besiegen konnte. Meza nahm 2007 nicht an den Boxweltmeisterschaften teil, machte aber beim ersten Olympiaqualifikationsturnier für Nord- und Südamerika in Trinidad & Tobago von sich reden und schlug auf dem Weg ins Finale den favorisierten Mexikaner Odilón Zaleta. Auch im Finale gewann er dann gegen den Venezolaner Eduard Bermúdez und qualifizierte sich mit diesem Turniersieg für die Olympischen Spiele 2008. Bei den Olympischen Spielen scheiterte er nach einem Freilos in der ersten Runde im Achtelfinale am späteren Bronzemedaillengewinner Paddy Barnes aus Irland.
Beim renommierten „Golden Belt“-Turnier in Rumänien im Juni 2008 musste er sich bereits im ersten Kampf dem späteren Turniersieger Ädilet Qapesow aus Kasachstan geschlagen geben.